# Castaneda
Castaneda je obec ve švýcarském kantonu Graubünden, okresu Moesa. Nachází se na svahu nad údolím řeky Calancasca (Val Calanca), asi 73 kilometrů jihozápadně od kantonálního hlavního města Churu, v nadmořské výšce 750 metrů. Žije zde 275 obyvatel.

## Geografie

Castaneda a Sta. Maria (1953)

Castaneda se nachází na terase v jižní části údolí Val Calanca, téměř 500 výškových metrů nad soutokem řek Calancasca a Moesa. Z celkové rozlohy obce 394 ha je 302 ha pokryto lesy a lesními porosty. Dalších 61 ha je neproduktivní půda, většinou horská. Pouze 15 ha tvoří zemědělská půda a 16 ha zastavěná plocha.
Castaneda sousedí s obcemi Buseno, Grono, Roveredo a Santa Maria in Calanca.

## Historie
Obec je první obcí při vstupu do údolí Calanca. První zmínka o obci pochází z roku 1295. Oblast však byla osídlena již v době první doby železné. Od poloviny 19. století bylo opakovaně systematicky zkoumáno místní pohřebiště z doby železné, a stopy osídlení v okolí kostela v obci. V letech 1978–1980 byly pod vrstvou z doby železné v oblasti Pian del Remit, severozápadně od kostela, nalezeny stopy neolitického osídlení a pluhu. Nálezy se nacházejí v Rhétském muzeu v Churu, v Národním muzeu v Curychu a v Britském muzeu v Londýně.
Castaneda sdílela osud dalších obcí v okolí a stejně jako ostatní osady v údolí Calanca se stalo samostatnou obcí až v roce 1851. Kostel San Salvatore, zmiňovaný v roce 1544, byl kolem roku 1633 barokizován a v letech 1932–1933 renovován. Nejprve byl dceřiným kostelem kostela v Santa Maria in Calanca a od roku 1848 farním kostelem. Za zmínku stojí zámeček (ve špatném stavu) rytíře Giovanniho Antonia Gioiera, který sehrál důležitou roli v nepokojích v Graubündenu v 17. století. Od roku 1982 se v Castanedě nachází základní škola pro celé údolí Calanca.

## Obyvatelstvo
| Rok            | 1808 | 1850 | 1860 | 1900 | 1950 | 1960 | 2000 | 2004 | 2010 | 2011 | 2012 | 2020 |
| Počet obyvatel | 129  | 188  | 232  | 178  | 182  | 151  | 221  | 230  | 233  | 226  | 236  | 278  |

Údolí Val Calanca je jednou z italsky mluvících oblastí kantonu Graubünden. Převážná většina obyvatel obce tak hovoří italsky.

## Doprava
Castaneda leží na okresní silnici, vedoucí z obce Grono do Santa Maria in Calanca. Ta je jediným spojením obce s okolním světem. Nejbližší železniční stanice se nachází na Gotthardské dráze v Arbedo-Castione.